# Lluís Bargalló
Lluís Bargalló Llurba (Barcelona; 11 de agosto de 1932-Ibidem; 15 de febrero de 2020) fue un ilustrador y pintor español. Realizó trabajos de toda índole, mayoritariamente en el mundo de la publicidad, llegando a ser un Maestro en múltiples técnicas de dibujo. 
Durante más de veinte años fue el ilustrador de las cajas de Scalextric, Ibertren, Madelman y Tente.

## Biografía
A los diecisiete años inicia su trayectoria profesional en Barcelona en Gráficas Manen, junto al Sr. Gil, reconocido dibujante publicitario de la época. Con veinte años, ya formaba parte del taller de la Cúpula del Gran Teatro del Liceo, colaborando con el gran pintor y escenógrafo Josep Mestres i Cabanes.
Trabajó seis años en la agencia de publicidad Climax. Posteriormente se trasladó a París, donde trabajó como ilustrador free-lance durante dos años, colaborando con las agencias publicitarias más importantes del momento, como Elvinger, Publicis y Dupuis.
De nuevo en Barcelona, fue contratado como director de arte por la agencia Reclamo Marketing y Publicidad, donde estuvo al frente de 34 diseñadores gráficos. Pasados doce años, en 1974, decide establecerse por su cuenta, para dedicarse a su verdadera vocación, la ilustración y la pintura artística, realizando trabajos para las agencias más prestigiosas de Barcelona y Madrid.
Al poco de ponerse por su cuenta le contactaron de Exin, juguetera número 1 en España, para dibujar las ilustraciones de varias de sus líneas de juguetes. Ibertren, Scalextric, Madelman y Tente. Posteriormente al cierre de Exin siguió dibujando de free-lance cada día.

## Trayectoria
Durante más de veinte años fue el ilustrador de las cajas de Scalextric, Ibertren, Madelman y Tente, que se han convertido en la actualidad en piezas de coleccionista.
Utilizaba el óleo y la acuarela para reflejar un amplio abanico de temas: figura, paisaje, marinas, flores, bodegones y paisaje urbano, una disciplina en la que Bargalló es todo un referente nacional. Realizó retratos para diversas personalidades, como Jordi Pujol, el Dalái lama y los expresidentes del FC Barcelona Joan Gaspart y Joan Laporta. En el Palacete Albéniz, de Barcelona presentó la colección de retratos a lápiz de los concejales del Ayuntamiento de Barcelona, patrocinada por el propio Ayuntamiento.
Durante sus últimos años combinó sus actividades profesionales (ilustraciones para las campañas publicitarias de diversas marcas, como Camper, entre 2005-06, G-Star Raw, en 2007 y trabajos para Alemania, Estados Unidos y Brasil) junto con exposiciones.
Lluís Bargalló falleció el 15 de febrero de 2020, a los 87 años.

## Libros
Lluís Bargalló participó con sus ilustraciones en los siguientes libros:
- Scalextric: Historia y nostalgia (Jesús Alonso, Rafael Pérez, Javier Torre). Ed. Almuzara (2008).[6]
- El diario de los Madelmanes (Jon Diez de Ulzurrun). Ed. Txuflash (2015).[7]
- Conversaciones con el Maestro Bargalló (Javier Solé). Ed. Hobbycrash (2019).[8]
- Informe Madelman Vol. 1 (Jon Diez de Ulzurrun). Ed. Diábolo (2019).[9]

## Miscelánea
- Su primera ilustración para Exin fue para Ibertren.
- Su primera ilustración para una caja de Scalextric fue el Circuito GP-50 (Exin, 1970).
- Su primera ilustración para una caja de Madelman fue la Caja azul del astronauta 2001 (Exin, 1969).
- Fue el creador del logotipo de Madelman en su segunda etapa de producción, incluyendo el diseño del degradado que aparecía en la caja.
- El dibujo que ilustra la caja Antitanque (1977) de Madelman está inspirado en una fotografía del actor Robert Mitchum.
- Modeló la cabeza de un muñeco Madelman inspirado por los trazos del maestro del cómic Alex Raymond.
- Fue el autor de la ilustraciones de las cajas de los juegos Exin Gol y Exin Basket.
- Ilustró las carátulas para VHS y Betamax de las películas Juegos precoces, Experiencias de Peter Heltz y Recuerdos de una actriz.
- En los años 80 dibujó para la revista Teleindiscreta pósteres sobre V, la popular serie de televisión sobre una invasión extraterrestre.[10]
- Durante los años 80 ilustró varias portadas de los cómics Tumac (1980), X Bow (1981), King Cobra (1981) y Killer (1982), editados por D.S. (Dalmau Socias).[11]
- Aparece en la pieza documental Reflejando un producto (2016), en el que el cineasta Carlos Gil le realiza una entrevista sobre su trayectoria.
- Aparece en la pieza documental Madelman el origen (2018), en el que Jon Diez de Ulzurrun cuenta la historia de creación de las ilustraciones de Madelman.[12]